# سیارک ۱۹۸۶
سیارک ۱۹۸۶ (به انگلیسی: 1986 Plaut، نامگذاری:1935SV1) هزار و نهصد و هشتاد و ششمین سیارک کشف شده‌است که در ۲۸ سپتامبر ۱۹۳۵ کشف شد.
قدر مطلق سیارک برابر ۱۱٫۸۰ است.